# Amt Wellinghofen
| Amt in Preußen     | Amt in Preußen       |
| ------------------ | -------------------- |
| Name               | Wellinghofen         |
| Bestandszeitraum   | 1888–1929            |
| Provinz            | Westfalen            |
| Regierungsbezirk   | Arnsberg             |
| Landkreis          | Hörde                |
| Fläche             | 21,31 km² (1910)     |
| Einwohner          | 9.635 (1910)         |
| Bevölkerungsdichte | 452 Einw./km² (1910) |
| Gemeinden          | 5 (1888) 1 (1929)    |

Das Amt Wellinghofen war von 1888 bis 1929 ein Amt im Landkreis Hörde in der preußischen Provinz Westfalen. Das Gebiet des ehemaligen Amtes gehört heute zur Stadt Dortmund.

## Geschichte

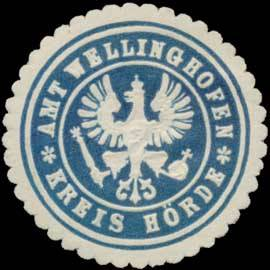
Siegelmarke Amt Wellinghofen

Am 1. Juli 1888 schieden Hacheney, Lücklemberg, Niederhofen, Wellinghofen und Wichlinghofen im Landkreis Hörde aus dem Amt Barop aus und bildeten das neue Amt Wellinghofen.
Das Wellinghofer Amtshaus befand sich in der heutigen Amtsstraße 23. Es wird heute unter anderem von der Volkshochschule Dortmund genutzt.
Am 1. Mai 1922 wurden Hacheney, Lücklemberg, Niederhofen und Wichlinghofen nach Wellinghofen eingemeindet. Das Amt Wellinghofen bestand seitdem nur noch aus der Gemeinde Wellinghofen.
Am 1. August 1929 wurden der Landkreis Hörde und das Amt Wellinghofen durch das Gesetz über die kommunale Neugliederung des rheinisch-westfälischen Industriegebiets aufgelöst. Die Gemeinde Wellinghofen wurde nach Dortmund eingemeindet.

## Einwohnerentwicklung
| Jahr | Einwohner | Quelle |
| ---- | --------- | ------ |
| 1895 | 7.472     | [ 3 ]  |
| 1910 | 9.635     | [ 4 ]  |